# Orli Znojmo
Der HC Orli Znojmo (Adler Znojmo, ehemals HC Znojemští Orli) ist ein tschechischer Eishockeyverein aus Znojmo, der zwischen 1999 und 2009 der Extraliga, der höchsten Spielklasse Tschechiens, angehörte. Von 2011 bis 2020 sowie in der Saison 2021/22 spielte der Club in der Österreich-zentrierten supranationalen ICE Hockey League (ehemals EBEL). Hier war der Vizemeistertitel in der Saison 2015/16 der größte Erfolg. Seit der Saison 2024/25 spielt der Klub erneut in der 2. česká hokejová liga, der dritthöchsten Spielklasse Tschechiens. Die Heimspiele des Klubs werden in der 5500 Zuschauer fassenden Nevoga Arena ausgetragen.

## Geschichte
Der Verein wurde 1933 als TJ Sokol Znojmo gegründet und spielte bis zu Beginn der 1990er Jahre nur auf regionaler Ebene im „krajský přebor“. Nachdem sich mit der tschechisch-österreichischen Firma RONJA unter Jaroslav Vlasák ein solventer Geldgeber für den Verein fand, wandelte sich der Verein von einem reinen Amateur- zu einem Profiklub. 1994 gelang der Aufstieg des inzwischen in SK Agropodnik Znojmo umbenannten Vereins in die 2. Liga. In den folgenden drei Spielzeiten belegte die erste Mannschaft aus Znojmo jeweils mittlere Plätze dieser Spielklasse. Ab 1996 kooperierte der Verein mit den beiden Extraliga-Klubs HC Pardubice und HC Dukla Jihlava, sodass Juniorenspieler der drei Vereine jeweils in der anderen Liga Erfahrungen bzw. Spielpraxis sammeln konnten.
Am Ende der Spielzeit 1996/97 gelang der Aufstieg in die 1. Liga, als man in der Relegation den HC Sokolov mit 4:0 schlagen konnte. Nach diesem Erfolg wurde der Verein erneut umbenannt, da die Firma RONJA in Excalibur umbenannt wurde, und hieß ab diesem Zeitpunkt HC Excalibur Znojemští orli. Für die erste Saison in der zweiten Spielklasse Tschechiens wurde eine konkurrenzfähige Mannschaft zusammengestellt, die 1998 die Meisterschaft der 1. Liga gewann. In der Relegation zur Extraliga scheiterte die Mannschaft jedoch mit 3:4 am HC Bohemex Trade Opava, obwohl Znojmo in der Best of Seven Serie schon mit 3:0 geführt hatte.

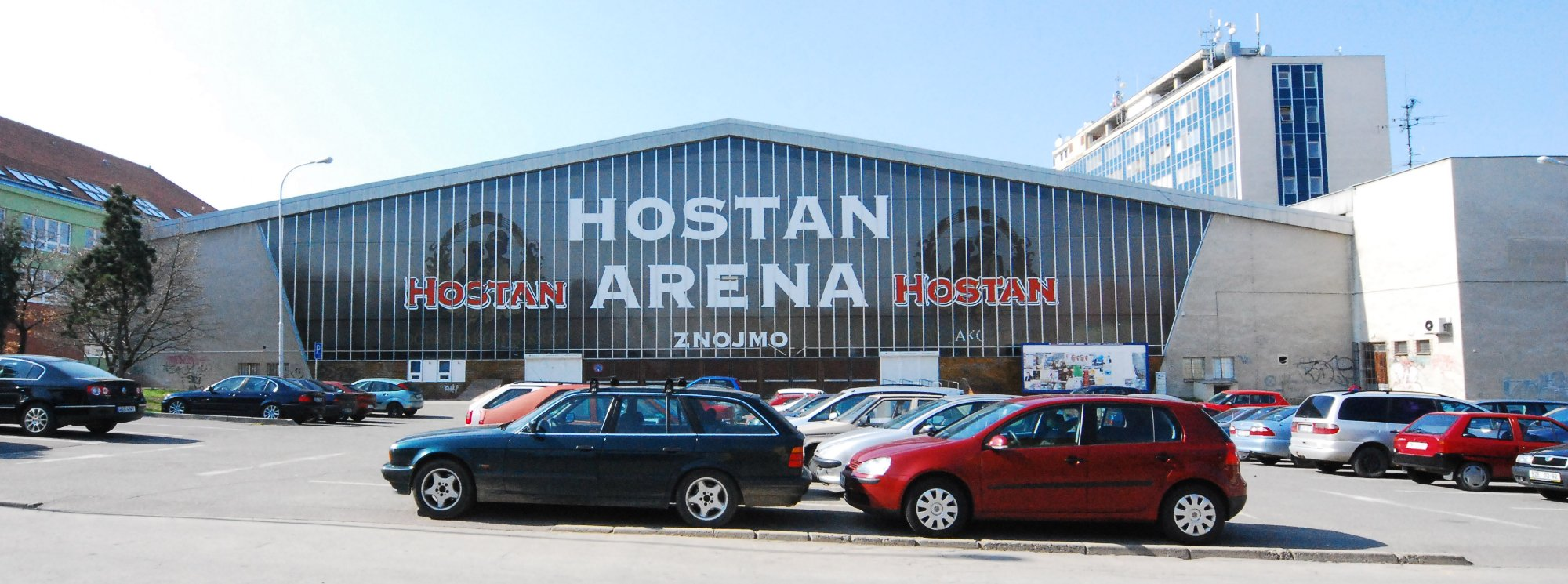
Die Nevoga Arena, Spielstätte des Clubs

Ein Jahr später gelang der Mannschaft um Petr Kaňkovský und Jiří Heš dann der Aufstieg in die Extraliga, als man zunächst Meister der 1. Liga wurde und in der Relegation den HC Dukla Jihlava mit 4:3 besiegte. In den folgenden Jahren konnte sich der Verein im Mittelfeld der Extraliga behaupten, schaffte es aber nie über das Playoff-Halbfinale hinaus. 2001 nannte sich der Verein nach dem neuen Sponsor in HC JME Znojemští orli um und nahm das Sponsorenlogo auch in das Vereinswappen auf. Seit 1. Januar 2005 heißt der Verein HC Znojemští orli.
Der größte Vereinserfolg war bisher das Erreichen des Play-off-Halbfinales der Extraliga in der Saison 2005/06. Seit der Saison 2006/07 wird der Verein vom Energiekonzern E.ON gesponsert und trägt auch dessen Logo im Vereinswappen. Am Ende der Vorrunde der Spielzeit 2006/07 belegte der Verein Rang 9 und qualifizierte sich damit für die Pre-Playoffs. Dort erreichte man mit einem 3:0 (3:2, 2:1, 3:2) im Modus Best-of-Five gegen den HC Rabat Kladno für das Viertelfinale, dort scheiterte die Mannschaft jedoch in sieben Spielen am HC Moeller Pardubice (2:5, 0:2, 0:3, 3:1, 2:0, 2:1, 0:5). In der Saison 2007/08 erreichte Znojmo nur Platz zehn nach der Vorrunde und schied in den Pre-Playoffs gegen den HC Oceláři Třinec mit 3:0 aus.
Im Sommer 2008 gab es Spekulationen, dass der Verein seine Extraliga-Lizenz verkaufen wolle, doch letztendlich entschied der Aufsichtsrat des Vereins den Weiterbetrieb der Profimannschaft in der Extraliga. In der Saison 2008/09 stellte der HC Znojmo mit einem Durchschnittsalter von über 29 Jahren eine der ältesten Mannschaften der Extraliga, wobei mit Jiří Dopita und Jaroslav Kameš zwei Spieler dabei waren, die vor 1970 geboren wurden. Nach Ende der Spielzeit 2008/09 verkaufte der Club aufgrund des Ausstiegs des Hauptsponsors EON seine Extraliga-Lizenz an den HC Kometa Brno für 25 Millionen Kronen (ca. 900.000 Euro) und stieg damit freiwillig in die 1. Liga ab. Zudem wurde ein Spieleraustausch zwischen den Klubs vereinbart. Im Zuge der Umstrukturierung wurde der Name der Mannschaft in Orli Znojmo geändert.

### Teilnahme an der Erste Bank Eishockey Liga
Im Frühjahr 2011 bewarb sich der Club um die Aufnahme in die Österreichische Eishockey-Liga. Grund hierfür war unter anderem, dass man der Mannschaft eine neue Perspektive geben wollte, ohne das finanzielle Risiko eines Aufstiegs in die Extraliga eingehen zu müssen. Die EBEL gab dem Antrag am 31. Mai 2011 statt, nachdem auch der tschechische Eishockeyverband seine Zustimmung gegeben hatte. Voraussetzung war allerdings, dass der Club weiterhin mit einer Mannschaft an der 1. Liga teilnimmt. Diese Forderung wurde aber nicht aufrechterhalten.
In der ersten Saison erreichten die Tschechen nur den vorletzten Platz der Hauptrunde, konnten jedoch mit dem ersten Platz in der Qualifikationsrunde noch ein Play-off-Ticket lösen. Im Viertelfinale war jedoch gegen KHL Medveščak Zagreb Endstation. In der Saison 2012/13 verpasste der Club knapp den direkten Play-off-Einzug in der Hauptrunde, konnte jedoch erneut die Qualifikationsrunde gewinnen. Im Viertelfinale musste jedoch erneut eine Niederlage, diesmal gegen den späteren Finalisten Vienna Capitals, hingenommen werden.
2013/14 konnte sich Znojmo erstmals direkt für das Play-off qualifizieren, nachdem sie die Hauptrunde auf dem fünften Platz beendet hatten. Wie in den beiden Vorgängersaisonen, war jedoch auch diesmal im Viertelfinale Schluss, nachdem die Tschechen eine Niederlage gegen EHC Linz einfuhren. 2014/15 konnte erneut der fünfte Platz in der Hauptrunde und damit wieder der direkte Play-off-Einzug erreicht werden. Das Viertelfinalpech der Tschechen folgte jedoch diesmal mit einer Niederlage gegen den EC KAC.
2015/16 erreichte der Orli Znojmo mit dem dritten Platz in der Hauptrunde sein bislang bestes Ergebnis und schaffte in der Platzierungsrunde einen Punktegleichstand mit dem Meister EC Red Bull Salzburg. Damit sicherten sie sich erstmals einen der vier CHL-Startplätze der EBEL für die Saison 2016/17. Zudem konnten die Tschechen mit dem Dornbirner EC erstmals einen Viertelfinalgegner besiegen und ins Halbfinale einziehen. Dort trafen sie erneut auf den EHC Linz und siegten mit 4:2. Der Znaimer Stürmer Colton Yellow Horn avancierte zum punktstärksten Spieler der Liga und wurde schließlich mit der Ron Kennedy Trophy, als wertvollster Spieler der Saison ausgezeichnet. Durch das Ausscheiden der Linzer wurde Salzburg automatisch Österreichischer Meister. Im Finalspiel gegen die Red Bulls unterlag Znojmo dann mit 2:4 in der Serie.
Nachdem einige der Topspieler wie Colton Yellow Horn, Martin Bača und Jan Lukáš einen Ligawechsel vollzogen hatten, verstärkten sich die Tschechen unter anderem mit Ex-NHL-Goalie Marek Schwarz, dem Kanadier Sean McMonagle, dem italienischen Punkteführer von 2015/16 Adam Hughesman, dem niederländischen Nationalteam-Kapitän Kevin Bruijsten und dem Polen Patryk Wronka. Trotzdem begann Znojmo die neue Saison 2016/17 mit sportlich verheerenden Niederlagen. In der Champions Hockey League 2016/17 verlor der Club alle vier Spiele der Gruppe F und schied punktlos aus. Im letzten Spiel kassierten die Tschechen sogar ein 0:7 gegen EHC Red Bull München. In der EBEL verloren die Tschechen ihr erstes Spiel mit 0:6 gegen den EC VSV, gefolgt von einem 2:5 gegen Salzburg und einem 1:5 gegen den EC KAC.
Im Mai 2020 zog der Klub seine Teilnahme an der EBEL zurück, da aufgrund der COVID-19-Pandemie in Tschechien viele Sponsoren ihre Zusagen nicht einhalten konnten und damit das Budget um 60 % geschrumpft war. Der Klub nimmt in der Saison 2020/21 an der drittklassigen 2. česká hokejová liga teil.
Am 27. April 2021 verstarb der Cheftrainer Miroslav Fryčer nach kurzer Krankheit. Zur Saison 2021/22 kehrt der Club in die nun ICE Hockey League genannte ehemalige EBEL zurück. Es folgte der siebte Platz in der Hauptrundentabelle und das Erreichen des Viertelfinals. Im Mai 2022 entschied sich der Club, die ICEHL abermals zu verlassen, offiziell aus finanziellen Gründen, und kehrte in die 2. česká hokejová liga zurück.

## Platzierungen seit 1993
| Saison    | Vorrunde           | Pkt | Platzg. | Kapitän       | Kommentar                                                                                                  |
| --------- | ------------------ | --- | ------- | ------------- | --- |
| 1993/94   | krajský přebor     | −   | 2.      |               | Aufstieg in die 2. Liga                                                                                    |
| 1994/95   | 2. Liga            | 34  | 4.      |               | − |
| 1995/96   | 2. Liga            | 38  | 4.      |               | − |
| 1996/97   | 2. Liga            | 38  | 4.      |               | Aufstieg in die 1. Liga                                                                                    |
| 1997/98   | 1. Liga            | 66  | 1.      |               | Relegation gegen HC Bohemex Trade Opava                                                                    |
| 1998/99   | 1. Liga            | 80  | 1.      | Milan Kastner | Relegation gegen HC Dukla Jihlava 4:3 und Aufstieg in die Extraliga                                        |
| 1999/2000 | 9.                 | 43  | 9.      | Milan Kastner | Playoffs um zwei Punkte verpasst                                                                           |
| 2000/01   | 2.                 | 82  | 5.      |               | 3:4 im Viertelfinale gegen HC Slavia Prag                                                                  |
| 2001/02   | 7.                 | 83  | 7.      |               | 3:4 im Viertelfinale gegen HC Continental Zlín                                                             |
| 2002/03   | 8.                 | 77  | 8.      |               | 2:4 im Viertelfinale gegen HC IPB Pojišťovna Pardubice                                                     |
| 2003/04   | 4.                 | 86  | 6.      |               | 3:4 im Viertelfinale gegen HC Slavia Prag                                                                  |
| 2004/05   | 11.                | 66  | 11.     |               | − |
| 2005/06   | 5.                 | 84  | 3.      | Peter Pucher  | 1:4 im Halbfinale gegen HC Sparta Prag                                                                     |
| 2006/07   | 9.                 | 76  | 7.      | Peter Pucher  | 3:4 im Viertelfinale gegen HC Moeller Pardubice                                                            |
| 2007/08   | 10.                | 76  | 10.     | Radim Bičánek | 0:3 in den Pre-Playoffs gegen HC Oceláři Třinec                                                            |
| 2008/09   | 12.                | 68  | 13.     | Radim Bičánek | Verkauf der Lizenz an den HC Kometa Brno, Abstieg in die 1. Liga                                           |
| 2009/10   | 1. Liga – 7. Platz | 68  | 7.      | Radek Haman   | Viertelfinale, 0:4 gegen KLH Chomutov                                                                      |
| 2010/11   | 1. Liga – 6. Platz | 66  | 6.      | Radek Haman   | Viertelfinale, 2:4 gegen HC Dukla Jihlava                                                                  |
| 2011/12   | EBEL – 10. Platz   | 34  | 7.      | Jiří Beroun   | Viertelfinale, 0:4 gegen Medveščak Zagreb                                                                  |
| 2012/13   | EBEL – 7. Platz    | 52  | 7.      | Jiří Beroun   | Viertelfinale, 1:4 gegen Vienna Capitals                                                                   |
| 2013/14   | EBEL – 5. Platz    | 56  | 4.      | Jiří Beroun   | Viertelfinale, 1:4 gegen EHC Linz                                                                          |
| 2014/15   | EBEL – 5. Platz    | 52  | 3.      | Jiří Beroun   | Viertelfinale, 1:4 gegen EC KAC                                                                            |
| 2015/16   | EBEL – 2. Platz    |     | 2.      | Jiří Beroun   | Viertelfinale, 4:2 gegen EC Dornbirn Halbfinale, 4:2 gegen EHC Linz Finale, 2:4 gegen EC Red Bull Salzburg |
| 2021/22   | ICEHL – 7. Platz   |     | 7.      |               | Pre-Playoffs, 2:0 gegen Graz 99ers Viertelfinale, 0:4 gegen EC Red Bull Salzburg                           |

## Trainer
- 1999/00 Stanislav Barda und Pavel Pazourek, Barda später ersetzt durch Milan Chalupa
- 2000/01 Milan Chalupa, Pavel Pazourek, Rostislav Dočekal und Milan Kastner
- 2001/02 Pavel Pazourek und Milan Kastner
- 2002/03 Miloslav Hořava, Milan Kastner und Milan Skrbek
- 2003/04 Pavel Pazourek, Milan Kastner und Milan Skrbek
- 2004/05 Zajíc, Milan Kastner, Karel Vaněk, später ersetzt durch Miloslav Hořava, Jan Votruba und Milan Kastner
- 2005–2007 Miloslav Hořava, Jan Votruba
- 2007/08 Václav Sýkora, Pavel Hynek
- 2008/09 Radim Rulík, Václav Baďouček
- 2009/10 Jan Neliba, Milan Kastner
- 2010/11 Karel Soudek, Milan Kastner
- 2011/12 Karel Soudek, Martin Stloukal
- 2012/13  Martin Stloukal
- 2013–2016 Jiří Režnar, Jiří Žůrek, Miroslav Vybíral
- 2016–2018 Roman Šimíček, Petr Hrachovina
- 2018–2021 Miroslav Fryčer, Tomáš Jakeš
- 2021 Jiří Beroun
- 2021/22 Glen Hanlon

## Bekannte ehemalige Spieler
| - Jiří Dopita - Roman Erat - Patrik Fink - Christoph Harand - Jiří Heš | - Roman Kaděra - Jaroslav Kameš - Petr Kaňkovský - Zbyněk Mařák - Pavel Mojžíš | - David Nedorost - Ján Pardavý - Milan Procházka - Peter Pucher - Igor Rataj | - Pavol Rybár - Juraj Štefanka - Jiří Trvaj - Marek Uram |

### Spieler des HC Znojmo im NHL Entry Draft
Verschiedenen Sportlern des Vereins gelang im Rahmen der NHL Entry Draft ein Wechsel in die NHL.

#### Mit NHL-Einsatz
- Martin Prusek: Ottawa Senators, 1999; 49 NHL-Spiele für die Senators, neun NHL-Spiele für die Columbus Blue Jackets
- Tomáš Vokoun: Canadiens de Montréal, 1994; ein Spiel für die Canadiens, 361 für die Nashville Predators
- Radim Bičánek: Ottawa Senators, 1993; 42 Spiele für die Senators, 18 für die Chicago Blackhawks, 69 für die Columbus Blue Jackets
- Karel Rachůnek: Ottawa Senators, 1997; 266 Spiele für die Senators, 47 für die New York Rangers
- Zdeněk Blatný: Atlanta Thrashers, 1999; 16 Spiele für die Thrashers, fünf für die Boston Bruins
- Marián Cisár: Los Angeles Kings, 1996; 73 NHL-Partien für die Nashville Predators
- Jiří Dopita: Boston Bruins, 1992; 52 NHL-Spiele für die Philadelphia Flyers, 21 für die Edmonton Oilers
- Patrik Eliáš: New Jersey Devils, 1994; 741 Spiele in der NHL für die Devils
- Martin Havlát: Ottawa Senators, 1999; 349 NHL-Partien für die Senators, 119 für die Chicago Blackhawks
- Jaroslav Svoboda: Carolina Hurricanes, 1998; 114 NHL-Spiele für die Hurricanes, 45 für die Dallas Stars

#### Ohne NHL-Einsatz
| - Tomáš Duba, Pittsburgh Penguins, 2001 - Marek Chvátal, New Jersey Devils, 2002 - Petr Kuboš, Montreal, 1997 - Angel Nikolov, San Jose Sharks, 1994 - Fredrik Oduya, San Jose Sharks, 1993 - Petr Punčochář, Chicago Blackhawks, 2001 | - Jan Snopek, Edmonton Oilers, 1995 - David Turoň, Toronto Maple Leafs, 2002 - Branislav Fábry, Buffalo Sabres, 2003 - Marek Ivan, St. Louis Blues, 1997 - Tomáš Kucharčík, Toronto Maple Leafs, 1991 - Václav Meidl, Nashville Predators, 2004 | - Marek Melenovský, Toronto Maple Leafs, 1995 - Andrej Petrakov, St. Louis Blues, 1996 - Ivan Rachůnek, Tampa Bay Lightning, 1999 - Jaroslav Sklenář, Toronto Maple Leafs, 2001 - Josef Straka, Calgary Flames, 1996 |